# Yezonychus sapporensis
Yezonychus sapporensis är en spindeldjursart som beskrevs av Ehara 1978. Yezonychus sapporensis ingår i släktet Yezonychus och familjen Tetranychidae. Inga underarter finns listade i Catalogue of Life.